# Dimos Paiania
Dimos Paiania (Paiania) är en kommun i Grekland.   Den ligger i prefekturen Nomarchía Anatolikís Attikís och regionen Attika, i den sydöstra delen av landet, 14 km öster om huvudstaden Aten. Antalet invånare är 26 668.